# Ricardo Narváez Soto
Eloy Ricardo Narváez Soto (Cotaparaco, Recuay, Áncash, 7 de febrero de 1953) es un político, empresario e ingeniero peruano. Ocupó el cargo de Presidente de la Corporación Regional de Desarrollo de Ancash de 1988 a 1990 y el cargo de Gobernador Regional de la misma región entre 2003 y 2006. En el 2014 tentó nuevamente el cargo quedando en segundo lugar durante la segunda vuelta, superado por Waldo Ríos. El 2016 postuló al cargo de Congresista de la República del Perú, por el partido político Alianza para el Progreso, resultando elegido para el quinquenio 2016 - 2021. Sin embargo, tras la disolución del Congreso decretado por el presidente Vizcarra su cargo congresal llegó a su fin el 30 de septiembre de 2019.

## Biografía
Eloy Ricardo Narváez Soto nació en el distrito de Cotaparaco, provincia de Recuay, región de Áncash, el 7 de febrero de 1953, siendo hijo de Demetrio Narváez Celino y Zoila Soto Salas.
Realizó sus estudios primarios en el C.E 1345 Cotaparaco, en el distrito de Cotaparaco, y los secundarios en la G.U.E La Libertad, en el distrito de Huaraz, y en la G.U.E Fabio Xamar, en el distrito de Huacho. Posteriormente, culminó sus estudios universitarios de Ingeniería Forestal en la Universidad Nacional Agraria La Molina en la ciudad de Lima.
En 1988 , a la edad de 35 años, fue designado Presidente de la Corporación Departamental de Desarrollo de Ancash (CORDE Ancash),  por el primer gobierno de Alan García Pérez, cargo que ocupó hasta 1989.
Durante los siguientes años, dedicó su trabajo al ámbito privado ocupando cargos gerenciales en diversas empresas, principalmente del sector agroindustrial, comercial, maderero y minero.

### Vida política
El año 2002 fue elegido vicepresidente de la Gobierno Regional de Áncash en las elecciones regionales por el partido político Partido Aprista Peruano. A fines de ese año  asumió la presidencia regional para completar el periodo 2003-2006, debido a la vacancia del hasta entonces presidente regional Freddy Ghilardi Álvarez.
Del 2007 al 2009 ocupó el cargo de coordinador ejecutivo nacional de la unidad de coordinación y apoyo a la descentralización en el Ministerio de Agricultura y Riego del Perú.
El 2010 participó en las elecciones regionales para el cargo de Presidente Regional de Áncash por el movimiento regional "Movimiento Acción Nacionalista Peruano" (MANPE), ocupando el segundo lugar con el 13.16 % de la votación, detrás del candidato César Álvarez Aguilar quien fue reelecto Presidente Regional.
El 2014 participó nuevamente en las elecciones regionales para el cargo de Gobernador Regional de Áncash por el Movimiento Regional Ande-Mar, en compañía de la cantante de música vernacular Sonia Morales quien fue la vicepresidenta de dicho movimiento regional. En la primera vuelta de los comicios, celebrada el 5 de octubre, Narváez se ubicó en el primer lugar de las preferencias delante de su principal contendor el candidato Waldo Ríos. Al no haber alcanzado ninguno de los dos candidatos el 30% de los votos válidos, Narváez y Ríos tuvieron que competir en una segunda vuelta que se realizó el 7 de diciembre de 2014. Los resultados de la segunda vuelta electoral dieron como ganador a Waldo Ríos con el 65.46% (328,443 votos), mientras que Ricardo Narváez obtuvo el 34.54% (173,329 votos).
Muchos analistas políticos consideraron que la victoria final de Ríos se debió en gran medida a su falsa promesa de regalar 500 Soles mensuales a cada familia de Ancash.
El 2016 participó en las Elecciones Generales del Perú como candidato al Congreso de la República por la región Ancash de la mano del partido político Alianza para el Progreso. Las elecciones se llevaron a cabo el 10 de abril resultando elegido Congresista de la República del Perú con la tercera mayor votación de la región ancashina. Tras la disolución del Congreso decretado por el presidente Vizcarra su cargo congresal llegó a su fin el 30 de septiembre de 2019.